# 过硫酸钾
过硫酸钾是一种无机化合物，化学式为K2S2O8。

## 性质
过硫酸钾为无色或白色细小粉末、或片状三斜结晶，溶于水，不溶于醇，水溶液呈酸性。熔度为100°C，并生成焦硫酸钾。室温情况下，水溶液会缓慢分解生成过氧化氢，呈强氧化性。与有机物混合，可引发爆炸。

## 制法
硫酸铵与硫酸配成的电解液进行电解，在阳极氧化会产生过硫酸铵，然后加入硫酸钾进行复分解反应，经冷却、分离、结晶、干燥可制得。
阳极：{\displaystyle {\rm {\ 2HSO_{4}^{-}-2e^{-}\rightarrow H_{2}S_{2}O_{8}}}}
阴极：{\displaystyle {\rm {\ 2H^{+}+2e^{-}\rightarrow H_{2}\uparrow }}}
{\displaystyle {\rm {\ (NH_{4})_{2}SO_{4}+H_{2}S_{2}O_{8}\rightarrow (NH_{4})_{2}S_{2}O_{8}+H_{2}SO_{4}}}}
{\displaystyle {\rm {\ (NH_{4})_{2}S_{2}O_{8}+K_{2}SO_{4}+H_{2}SO_{4}\rightarrow K_{2}S_{2}O_{8}+2NH_{4}HSO_{4}}}}